# キュラソーの旗
キュラソーの旗（キュラソーのはた）は、カリブ海にあるオランダ王国構成国の一つ（旧オランダ領アンティル）キュラソーの公式な旗である。1984年7月2日に制定された。
黄色いラインは空と海の間に輝く太陽の光を表し、2つの星は「愛と幸福」、そして五大陸からキュラソー島に集う人々を表している。